# Callum Braley
Pas d'image ? Cliquez ici

a Compétitions nationales et continentales officielles uniquement.

b Matchs officiels uniquement.
Dernière mise à jour le 17 février 2025.
 Callum Braley, né le 20 mars 1994 à Bristol (Angleterre), est un joueur international italien d'origine anglaise de rugby à XV, évoluant au poste de demi de mêlée à Cardiff Rugby.

## Biographie
Callum Braley marque son premier essai en Premiership avec Gloucester Rugby contre les Saracens le 9 janvier 2015, étant au départ et à la conclusion d'un essai parti d'une réception du renvoi de l'adversaire dans ses 22 mètres.
Durant le Tournoi des Six Nations 2019, il est convoqué par l'équipe d'Italie du fait de ses origines italiennes par l'intermédiaire d'un de ses grands-pères.
Le 20 avril 2022, il annonce sa retraite internationale à l'âge de 28 ans, après avoir réalisé un dernier match victorieux face au pays de Galles dans le cadre du Tournoi des Six Nations.
En août 2024, il signe un contrat de courte durée de trois mois pour couvrir l'absence sur blessure de Gareth Simpson (en).
Début février 2025, il rejoint Cardiff Rugby dans le cadre d'un contrat de courte durée afin de pallier les absences d'Aled Davies (blessure) et d'Ellis Bevan (Tournoi des Six Nations).

## Palmarès

### En club
- Finaliste du Championnat d'Angleterre de 2e division en 2014 avec Bristol Rugby.
- Finaliste du Challenge européen en 2018 avec Gloucester Rugby.
- Vainqueur de la Pro14 Rainbow Cup en 2021 avec le Benetton Trévise.
- Vainqueur du Championnat d'Angleterre en 2024 avec les Northampton Saints.

### En équipe nationale
- Vainqueur du Tournoi des Six Nations des moins de 20 ans en 2013 avec l'équipe d'Angleterre des moins de 20 ans.
- Vainqueur du Championnat du monde junior en 2013 et 2014 avec l'équipe d'Angleterre des moins de 20 ans.